# Minardi PS04B
Der Minardi PS04B war ein Formel-1-Rennwagen des italienischen Teams Minardi, der in der Formel-1-Weltmeisterschaft 2004 und in einigen Rennen der Saison 2005 eingesetzt wurde. Er ist technisch eng mit dem Minardi PS03 von 2003 verwandt; eine Verwandtschaft zu dem 2003 erprobten Minardi PS04 besteht hingegen ungeachtet der Ähnlichkeiten in der Nomenklatur nicht.

## Hintergrund
Der seit 1985 in der Formel 1 engagierte Rennstall Minardi befand sich seit Mitte der 1990er-Jahre in einer schweren finanziellen Krise. Daran hatte auch die Übernahme des Teams durch den australischen Geschäftsmann Paul Stoddart 2001 nichts geändert; Stoddart war es nicht gelungen, das Team finanziell so auszustatten, dass es in der Lage war, eigenständig konkurrenzfähige Rennwagen zu entwickeln.
Auf der Suche nach kostengünstigen Verbesserungen erwarb Stoddart im Frühsommer 2003 fünf Fahrzeuge vom Typ Arrows A23, die im Jahr zuvor vom britischen Rennstall Arrows bei einigen Formel-1-Weltmeisterschaftsläufen eingesetzt worden waren. Die A23-Fahrzeuge erhielten die Bezeichnung Minardi PS04. Stoddart erwog anfänglich, die Arrows A23 unter der Minardi-Bezeichnung in der Saison 2004 an den Start zu bringen. Eine Reihe von Testfahrten zeigte jedoch, dass die Arrows-Fahrzeuge unter den veränderten Bedingungen des neuen Reglements nicht wesentlich leistungsstärker waren als die alten Minardi-Konstruktionen. Das Team gab daraufhin das PS04-Projekt auf. Stattdessen wurde ein eigenständiges Auto für die Saison 2004 entwickelt, das die Bezeichnung PS04B erhielt und mit dem Arrows A23 nichts zu tun hatte.

## Technik des Minardi PS04B
Der Minardi PS04B war – wie schon seine Vorgänger PS02 und PS03 – eine Weiterentwicklung des Minardi PS01, den Gustav Brunner im Winter 2000/2001 unter schwierigen wirtschaftlichen Bedingungen konstruiert hatte. Verantwortlicher Konstrukteur des PS04B war Gabriele Tredozi. Minardi verwendete für den PS04B nach wie vor die Monocoques des PS01, er unterschied sich von seinen unmittelbaren Vorgängern in erster Linie durch eine überarbeitete aerodynamische Form. Beim letzten Einsatz des PS04B in Bahrain hatte eines der beiden Chassis mittlerweile 54 Renneinsätze zurückgelegt und war damit das am häufigsten eingesetzte Chassis der Formel-1-Geschichte. Als Motor diente der auf das Jahr 2001 zurückgehende Zehnzylindermotor vom Typ Cosworth CR3-L, der bei Minardi in Eigenarbeit vorbereitet wurde. Dieser Motor wurde erstmals 2001 bei Jaguar Racing eingesetzt.
Zu Beginn der Saison 2005 erfuhr der PS04B einige aerodynamische Modifikationen, die einer Änderung des Reglements geschuldet waren. Die Umsetzung dieser Modifikationen war zuvor Gegenstand einer zivilgerichtlichen Auseinandersetzung gewesen.

## Renneinsätze
Der Minardi PS04B galt als das schwächste Fahrzeug der Jahre 2004 und 2005. Das Team bestritt mit ihm die gesamte Formel-1-Saison 2004 sowie die ersten drei Rennen der Saison 2005. Fahrer waren Gianmaria Bruni und Zsolt Baumgartner (2004) bzw. Patrick Friesacher und Christijan Albers (2005). In 21 Rennen erzielte das Team mit dem PS04B einen Weltmeisterschaftspunkt durch Baumgartner, der Achter beim Großen Preis der USA 2004 wurde.
Mit Beginn der sogenannten europäischen Saison wurde der PS04B durch den vollständig neu konstruierten Minardi PS05 ersetzt.

## Weitere Verwendung der Chassis
In der Rennserie BOSS GP ist ein PS04B für die aktuelle Saison 2018 gemeldet, dieser wird vom Niederländer Frits van Eerd gefahren. In dieser Rennserie fahren unter anderem zwei Scuderia Toro Rosso STR1, zwei Benetton B197, ein Arrows A22 sowie ein Super Aguri SA06.

## Ergebnisse

### 2004
| Fahrer                          | Nr.                             | 1   | 2  | 3   | 4   | 5   | 6   | 7  | 8   | 9   | 10  | 11  | 12 | 13 | 14  | 15  | 16  | 17  | 18 | Punkte | Rang |
| ------------------------------- | ------------------------------- | --- | -- | --- | --- | --- | --- | -- | --- | --- | --- | --- | -- | -- | --- | --- | --- | --- | -- | ------ | ---- |
| Formel-1-Weltmeisterschaft 2004 | Formel-1-Weltmeisterschaft 2004 |     |    |     |     |     |     |    |     |     |     |     |    |    |     |     |     |     |    | 1      | 10.  |
| G. Bruni                        | 20                              | DNF | 14 | 17  | DNF | DNF | DNF | 14 | DNF | DNF | 18  | 16  | 17 | 14 | DNF | DNF | DNF | 16  | 17 | 1      | 10.  |
| Z. Baumgartner                  | 21                              | DNF | 16 | DNF | 15  | DNF | 9   | 15 | 10  | 8   | DNF | DNF | 16 | 15 | DNF | 15  | 16  | DNF | 16 | 1      | 10.  |

### 2005
| Fahrer                          | Nr.                             | 1   | 2   | 3  | 4 | 5 | 6 | 7 | 8 | 9 | 10 | 11 | 12 | 13 | 14 | 15 | 16 | 17 | 18 | 19 | Punkte | Rang |
| ------------------------------- | ------------------------------- | --- | --- | -- | - | - | - | - | - | - | -- | -- | -- | -- | -- | -- | -- | -- | -- | -- | ------ | ---- |
| Formel-1-Weltmeisterschaft 2005 | Formel-1-Weltmeisterschaft 2005 |     |     |    |   |   |   |   |   |   |    |    |    |    |    |    |    |    |    |    | 0      | 10.  |
| P. Friesacher                   | 20                              | 17  | DNF | 12 |   |   |   |   |   |   |    |    |    |    |    |    |    |    |    |    | 0      | 10.  |
| C. Albers                       | 21                              | DNF | 13  | 13 |   |   |   |   |   |   |    |    |    |    |    |    |    |    |    |    | 0      | 10.  |

| Legende  | Legende            | Legende                                                          |
| Farbe    | Abkürzung          | Bedeutung                                                        |
| -------- | ------------------ | ---------------------------------------------------------------- |
| Gold     | –                  | Sieg                                                             |
| Silber   | –                  | 2. Platz                                                         |
| Bronze   | –                  | 3. Platz                                                         |
| Grün     | –                  | Platzierung in den Punkten                                       |
| Blau     | –                  | Klassifiziert außerhalb der Punkteränge                          |
| Violett  | DNF                | Rennen nicht beendet (did not finish)                            |
| Violett  | NC                 | nicht klassifiziert (not classified)                             |
| Rot      | DNQ                | nicht qualifiziert (did not qualify)                             |
| Rot      | DNPQ               | in Vorqualifikation gescheitert (did not pre-qualify)            |
| Schwarz  | DSQ                | disqualifiziert (disqualified)                                   |
| Weiß     | DNS                | nicht am Start (did not start)                                   |
| Weiß     | WD                 | zurückgezogen (withdrawn)                                        |
| Hellblau | PO                 | nur am Training teilgenommen (practiced only)                    |
| Hellblau | TD                 | Freitags-Testfahrer (test driver)                                |
| ohne     | DNP                | nicht am Training teilgenommen (did not practice)                |
| ohne     | INJ                | verletzt oder krank (injured)                                    |
| ohne     | EX                 | ausgeschlossen (excluded)                                        |
| ohne     | DNA                | nicht erschienen (did not arrive)                                |
| ohne     | C                  | Rennen abgesagt (cancelled)                                      |
| ohne     | keine WM-Teilnahme |                                                                  |
| sonstige | P/fett             | Pole-Position                                                    |
| sonstige | 1/2/3/4/5/6/7/8    | Punktplatzierung im Sprint-/Qualifikationsrennen                 |
| sonstige | SR/kursiv          | Schnellste Rennrunde                                             |
| sonstige | *                  | nicht im Ziel, aufgrund der zurückgelegten Distanz aber gewertet |
| sonstige | ()                 | Streichresultate                                                 |
| sonstige | unterstrichen      | Führender in der Gesamtwertung                                   |